# Romerof Head
Das Romerof Head ist eine Landspitze mit steilen Felsenkliffs an der Südküste Südgeorgiens nahe dem westlichen Ende der Insel. Sie bildet die Westseite der Einfahrt zur Schlieper Bay.
Die Benennung geht vermutlich auf die ersten Walfänger auf Südgeorgien zurück und ist mindestens seit 1912 etabliert.